# Ardenna carneipes
La pardela paticlara o pardela negruzca (Ardenna carneipes) es una especie de ave procelariforme de la familia Procellariidae ampliamente distribuida por las aguas oceánicas del Índico y el Pacífico. Cría en Australia, Nueva Zelanda y en las Tierras Australes y Antárticas Francesas. Se estima su población en unos 650.000 ejemplares.